# Cuonzo Martin
Cuonzo LaMar Martin (East St. Louis, Illinois, 23 de septiembre de 1971) es un exjugador y actual entrenador de baloncesto estadounidense que disputó dos temporadas en la NBA, además de jugar en la liga de Puerto Rico, la CBA y la liga italiana. Con 1,98 metros de estatura, jugaba en la posición de escolta. Es el actual entrenador de la Universidad Estatal de Misuri.

## Trayectoria deportiva

### Universidad
Jugó durante cuatro temporadas con los Boilermakers de la Universidad de Purdue, en las que promedió 13,1 puntos, 3,8 rebotes y 2,0 asistencias por partido. En su última temporada fue incluido en el mejor quinteto de la Big Ten Conference tras promediar 18,4 puntos por partido y llevar a su equipo al Torneo de la NCAA.

### Profesional
Fue elegido en la quincuagésimo séptima posición del Draft de la NBA de 1995 por Atlanta Hawks, con los que llegó a firmar contrato por un año, pero fue rechazado antes del comienzo de la temporada.
Fichó entonces por los Grand Rapids Mackers de la CBA, ´jugando una temporada, y posteriormente por los Cariduros de Fajardo de la liga de Puerto Rico, donde únicamente disputó dos partidos, en los que promedió 13,0 puntos.
En 1996 ficha por 10 días con los Vancouver Grizzlies, quienes finalmente lo renuevan para el resto de la temporada, pero solo llega a disputar 4 partidos en los que promedia 2,3 puntos. Al año siguiente se repite la operación, esta vez con los Milwaukee Bucks, jugando tres partidos.
En 1997 se marcha a jugar al Cirio Avellino de la Serie A2 italiana, donde disputa 9 encuentros, en los que promedia 17,8 puntos y 2,9 rebotes. Acabaría su trayectoria como jugador disputando una temporada más con los Grand Rapids Hoops de la CBA.

### Entrenador
En el año 2000 entra a formar parte del cuadro técnico de su alma mater, la Universidad de Purdue, permaneciendo como asistente hasta 2008, cuando ficha como entrenador principal de la Universidad de Misuri State, donde en tres temporadas logra 61 victorias por 41 derrotas.
En 2011 ficha como entrenador principal por la Universidad de Tennessee, logrando en su primera temporada 18 victorias y 13 derrotas.
Desde 2014 hasta 2017, fue entrenador principal en la Universidad de California, Berkeley.
En 2017, fue nombrado el entrenador de la Universidad de Misuri.

## Estadísticas de su carrera en la NBA

### Temporada regular
| Temporada | Edad | Equipo              | Liga | P | TIT | MIN | TC  | TCA | %TC  | 3P  | 3PA | %3P   | TL  | TLA | %TL  | R.OF. | R.DEF. | REB | ASIS | ROB | TAP | PER | FP  | PTS |
| 1995-96   | 24   | Vancouver Grizzlies | NBA  | 4 | 0   | 4.8 | 0.8 | 1.3 | .600 | 0.8 | 0.8 | 1.000 | 0.0 | 0.5 | .000 | 0.3   | 0.3    | 0.5 | 0.5  | 0.3 | 0.0 | 0.3 | 0.3 | 2.3 |
| 1996-97   | 25   | Milwaukee Bucks     | NBA  | 3 | 0   | 4.3 | 0.0 | 2.3 | .000 | 0.0 | 0.7 | .000  | 0.0 | 0.0 |      | 0.3   | 0.0    | 0.3 | 0.3  | 0.0 | 0.0 | 0.3 | 0.3 | 0.0 |
| Total     |      |                     | NBA  | 7 | 0   | 4.6 | 0.4 | 1.7 | .250 | 0.4 | 0.7 | .600  | 0.0 | 0.3 | .000 | 0.3   | 0.1    | 0.4 | 0.4  | 0.1 | 0.0 | 0.3 | 0.3 | 1.3 |